# Groupe Loiron-La Gravelle
 (février 2024).
Si vous disposez d'ouvrages ou d'articles de référence ou si vous connaissez des sites web de qualité traitant du thème abordé ici, merci de compléter l'article en donnant les références utiles à sa vérifiabilité et en les liant à la section « Notes et références ».
Le Groupe Loiron-La Gravelle est un maquis du département de la Mayenne pendant la Seconde Guerre mondiale. Il était situé entre Loiron, La Gravelle et La Guerche-de-Bretagne. Le groupe est affilié aux Francs tireurs et partisans français.

## Historique
Dirigé par Jean Primet, son action de résistance intérieure se situe sur l’axe stratégique Rennes-Laval. À l'approche du Débarquement de Normandie, les opérations de sabotage se multiplient en coordination avec les autres réseaux dont celui de Counord. Le 27 juillet, la Gestapo cause de nombreux ravages au sein de la résistance locale par des arrestations : par exemple Robert Régnier et plusieurs autres membres de son groupe. Emprisonnés à Laval, puis à Angers, ils partent en déportation de Rennes le 4 août. Jean Primet est arrêté le 31 juillet 1944, torturé, il sera condamné à mort mais s'évadera de la prison du Mans la veille de son exécution.